# Valentina Cenni
Valentina Cenni (Riccione, 14 marzo 1982) è un'attrice italiana.

## Biografia
Diplomata all'Accademia nazionale d'arte drammatica e alla Royal Academy of Dance di Londra, si alterna fra recitazione, regia e arti performative.
A teatro è stata diretta da Fausto Paravidino nella pièce Il compleanno di Harold Pinter, ha interpretato Rossana nel Cyrano de Bergerac di Alessandro Preziosi e Desdemona nell'Otello di Luigi Lo Cascio, e ha recitato al Teatro greco di Siracusa nell'Antigone di Cristina Pezzoli. Nei panni della protagonista Clementina, ha inoltre cantato e ballato nella commedia musicale di Garinei e Giovannini Aggiungi un posto a tavola. Nel 2016 si è aggiudicata il Premio "Vincenzo Cerami" come miglior attrice giovane, per la pièce di Giampiero Rappa Nessun luogo è lontano, e dal marzo dello stesso anno è in tour con La regina dada, spettacolo di cui è autrice, regista e interprete insieme a suo marito, Stefano Bollani.
La collaborazione con il compositore e pianista abbraccia anche la musica e la televisione e si traduce nell'ideazione e nella regia del videoclip Arrivano gli alieni e nella creazione della serie La fata del sonno, sette short stories all'interno del programma di Rai 1 L'importante è avere un piano (2016). Sempre con Stefano conduce inoltre il programma radiofonico Evviva! (Rai Radio 3, 2020) e la trasmissione televisiva Via dei Matti nº0 (Rai 3, dal 2021). Sul piccolo schermo è stata inoltre protagonista di Babele, pièce di Letizia Russo presentata su Rai 3 all'interno di Atto unico, progetto di Rai Educational a cura di Gianfranco Capitta e Sandro Vanadia. Sempre su Rai 3, è stata diretta da Giuseppe Gagliardi nella serie tv Non uccidere. Al cinema, al fianco di Jasmine Trinca e Riccardo Scamarcio, ha interpretato Micol nel film di Sergio Castellitto Nessuno si salva da solo.
Ha presentato l'edizione 2011 del Premio Riccione per il Teatro. È voce narrante nel disco di Daniele Sepe Le nuove avventure di Capitan Capitone. È inoltre ideatrice di Sorelle d'amore, progetto che riunisce donne di ogni parte d'Italia e del mondo per condividere momenti di gioia e movimento e "sorellanza": «un cerchio di donne che esprime i più alti impulsi umani tramite un rituale ridente e mitologicamente significativo, un rito come forma di trasformazione, di passaggio, per radicarsi alla terra e unirla al cielo in un atto d'amore».
Alla passione per la danza classica e contemporanea, coltivata con 18 anni di studi, affianca l'interesse per altre forme di performance: crea e porta in scena spettacoli di danza col fuoco e nel 2013, insieme al violoncellista Enrico Melozzi, ha formato il duo I fuochi di Bach. Parallelamente porta avanti l'attività di fotografa, realizzando copertine di libri e dischi. Per il marito, Stefano Bollani, ha curato il progetto grafico degli album Que bom (2018) e Piano variations on Jesus Christ Superstar (2020).
In occasione dei premi Flaiano 2021, riceve insieme a Stefano Bollani il premio per il miglior programma culturale per Via dei Matti nº0. Sempre nel 2021 partecipa alla 30ª edizione del SI Fest, festival di fotografia di Savignano sul Rubicone, con la videoinstallazione Sarà perché la amo, poi ospitata l'anno seguente anche al festival Storie di un Attimo di Olbia.
Il 27 maggio 2022 Valentina Cenni e Stefano Bollani pubblicano la raccolta antologica Via dei Matti nº0, per le etichette discografiche Sony Music/Columbia in doppio LP, che contiene 20 brani scelti fra quelli presentati nel programma televisivo omonimo.
Nel 2022 dirige il cortometraggio Essere oro. Il cortometraggio è stato proiettato fuori concorso al 40º Torino Film Festival il 30 novembre 2022. Il 29 luglio 2023 il cortometraggio viene trasmesso su Rai Play.

## Filmografia

### Attrice

#### Cinema
- Il produttore, regia di Gabriele Mainetti - cortometraggio (2005)
- N. variazioni, regia di Andrea Bezziccheri - cortometraggio (2005)
- Circo nudo, regia di Andrea Bezziccheri - documentario (2006)
- Io... donna, regia di Pino Quartullo - cortometraggio (2012)
- Nessuno si salva da solo, regia di Sergio Castellitto (2015)
- Questione di karma, regia di Edoardo Falcone (2017)
- Respiri, regia di Alfredo Fiorillo (2018)
- 10 giorni senza mamma, regia di Alessandro Genovesi (2019)
- Il quadro alle tue spalle, regia di Frida Bruno (2019)
- L'immensità, regia di Emanuele Crialese (2022)

#### Televisione
- Il pirata: Marco Pantani, regia di Claudio Bonivento - film TV (2007)
- Il generale Dalla Chiesa, regia di Giorgio Capitani - film TV (2007)
- Babele, regia di Gianfranco Capitta e Sandro Vanadia - documentario (2010)
- Non uccidere - serie TV, episodio 1x03 (2015)

### Doppiatrice
- La città senza notte, regia di Alessandra Pescetta (2015)

### Regista
- Stefano Bollani Arrivano gli alieni - videoclip (2015)
- La fata del sonno - serie di cortometraggi (2016)
- Essere oro - cortometraggio (2022)

## Programmi televisivi
- L'importante è avere un piano, regia di Cristian Biondani (Rai 1, 2016)
- Via dei Matti nº0, regia di Alessandro Tresa (Rai 3, dal 2021)

## Teatro

### Attrice
- Amata mia, testo e regia di Giancarlo Sepe (2005)
- La saga dei Malatesti, regia di Eugenio Allegri (2006)
- Canterbury mesék, regia di István K. Szabó (2006)
- Anche io, je suis Catherine Deneuve, di Pierre Notte, regia di Reza Keradman (2007)
- Camere da letto e... altri luoghi, regia di Massimiliano Farau (2007)
- La cucina, di Arnold Wesker, regia di Armando Pugliese (2007)
- Il compleanno, di Harold Pinter, regia di Fausto Paravidino (2008)
- Dopo le prove, di Ingmar Bergman, regia di Reza Keradman (2008)
- Perversioni sessuali a Chicago, di David Mamet, regia di Massimiliano Farau (2008)
- Prenditi cura di me, testo e regia di Giampiero Rappa (2009)
- Il laureato, regia di Teodoro Cassano] (2009)
- Aggiungi un posto a tavola, di Garinei e Giovannini, regia di Johnny Dorelli (2009-2011)
- Sogno di una notte di mezza estate, di William Shakespeare, regia di Andrea Battistini (2011)
- Cyrano de Bergerac, di Edmond Rostand, regia di Alessandro Preziosi (2012)
- Antigone, di Sofocle, regia di Cristina Pezzoli (2013)
- Otello, testo e regia di Luigi Lo Cascio, liberamente ispirato all'Otello di William Shakespeare (2013-2015)
- La regina dada, testo e regia di Stefano Bollani e Valentina Cenni (2016)
- Nessun luogo è lontano, testo e regia di Giampiero Rappa (2016)
- Le gardenie, testo di Elżbieta Chowaniec (2019)

### Commediografa
- La Regina Dada, scritta con Stefano Bollani (2016)

### Regista
- La Regina Dada, co-diretta con Stefano Bollani (2016)

## Radio
- Radiouno Gianvarietà, conduttrice con Gianluca Guidi (Rai Radio 1, 2010)
- Evviva! (Rai Radio 3, 2020)

## Discografia
Album in studio
- 2022 - Via dei Matti nº0 (Sony Music/Columbia) (con Stefano Bollani)

## Fotografia
- Platinum Collection, album di Stefano Bollani (Universal, 2013) – copertina
- Dances and Canons, album di Kate Moore e Saskia Lankhoorn (ECM, 2013) – copertina
- Parliamo di musica, libro di Stefano Bollani (Mondadori, 2013) – copertina
- Joy in Spite of Everything, album di Stefano Bollani, Jesper Bodilsen, Morten Lund, Mark Turner, Bill Frisell (ECM, 2014) – copertina
- Sheik Yer Zappa, album di Stefano Bollani (Universal, 2014) – copertina
- Il monello, il guru e l’alchimista e altre storie di musicisti, libro di Stefano Bollani (Mondadori, 2015) – copertina
- Arrivano gli alieni, album di Stefano Bollani (Decca, 2015) – copertina
- Napoli Trip, album di Stefano Bollani (Decca, 2016) – copertina
- Piano variations on Jesus Christ Superstar, album di Stefano Bollani (Alobar, 2020) – copertina
- Sarà perché la amo, mostra personale alla 30ª edizione del SI Fest di Savignano sul Rubicone (2021)

## Riconoscimenti (parziale)
- Premio Vincenzo Cerami
  - 2016 - Miglior attrice giovane per Nessun luogo è lontano[7]
- Premio Flaiano
  - 2021 - Miglior programma culturale per Via dei Matti nº0 (condiviso con Stefano Bollani)[13]
- Comune di Riccione
  - 2022 - Ambasciatrice di Riccione nel mondo[16]